# Rui Rio

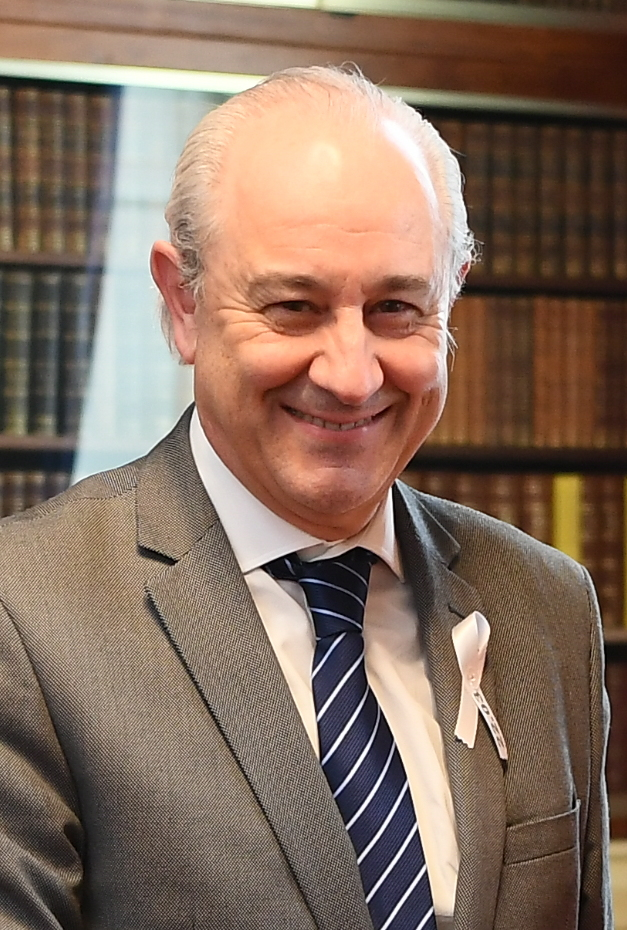
Rui Rio, 2018

Rui Fernando da Silva Rio GCIH (* 6. August 1957 in Porto) ist ein portugiesischer Politiker und ehemaliger Bürgermeister von Porto (Presidente da Câmara Municipal). Am 13. Januar 2018 wurde er mit 54 % der Stimmen zum Präsidenten der Partido Social Democrata (PSD) gewählt. In dieser Position fungierte er bis 2022 als Oppositionsführer.
Rio studierte Wirtschaftswissenschaften an der Deutschen Schule zu Porto (Colégio Alemão do Porto) und der Universität Porto, wo er auch Präsident der Studentenvereinigung und Mitglied des Pädagogischen Rates war. Von 1982 bis 84 war er stellvertretender Vorsitzender der Nationalen Politischen Kommission der Sozialdemokratischen Jugend (JSD). Seit Ende der achtziger Jahre war im Bankgeschäft und Beraterwesen tätig, unter anderem als Finanzdirektor der Corporación Industrial del Norte, S.A.
2002, 2005 und 2009 gewann er jeweils die Wahlen zum Bürgermeister der Stadt Porto.

## PSD Präsidentschaftswahl vom 13. Januar 2018
| Kandidaten            | Stimmen | %    |
| --------------------- | ------- | ---- |
| Rui Rio               | 22,728  | 54.2 |
| Pedro Santana Lopes   | 19,244  | 45.8 |
| Leere Stimmzettel     | 447     | 1.1  |
| Ungültige Stimmzettel | 236     | 0.6  |
| Abgegebene Stimmen    | 42,655  |      |
| 1. 2. 3.              |         |      |

## Auszeichnungen
- Orden des Infanten Dom Henrique, Großkreuz
- Ungarischer Verdienstorden, Großkreuz
- Orden des weißen Sterns 1. Klasse
- Norwegischer Verdienstorden, Großkreuz
- Gregoriusorden, Großkreuz
- Verdienstorden der Republik Polen, Komtur